# Саломи (Аризона)
Саломи (енгл. Salome) насељено је место без административног статуса у америчкој савезној држави Аризона.

## Демографија
По попису из 2010. године број становника је 1.530, што је 160 (-9,5%) становника мање него 2000. године.
| Група             | 2000.         | 2010.         |
| Белци             | 1.292 (76,4%) | 1.255 (82,0%) |
| Афроамериканци    | 5 (0,3%)      | 8 (0,5%)      |
| Азијати           | 5 (0,3%)      | 6 (0,4%)      |
| Хиспаноамериканци | 313 (18,5%)   | 241 (15,8%)   |
| Укупно            | 1.690         | 1.530         |